# Henny Jensen
Henny Jensen ( Christiania, 20 september 1882- 14 november 1965) was een Noors zangeres.
Henny Vesika Lucie Jensen werd geboren in het gezin van Carl Johan Jahnsen en zijn vrouw Agnes Aamundsen (soms gespeld Omundsen). In de liefde kende Jensen problemen. Haar eerste man Dagbert Andersen vertrok in 1903 naar Canada, haar achterlatend met haar in 1902 geboren zoon Asbjørn Leonard. Ze hertrouwde in 1907 met de kapper August Jensen (9 juni 1880-9 november 1915), het huwelijk bleef kinderloos. In 1918 huwde ze met Karl Aksel Kindwall (overleden 1949), maar die overleefde ze dus. Ze stierf in het Ullevål ziekenhuis in Oslo.
Ze kreeg haar opleiding aan het Conservatorium in Oslo. Na haar huwelijk verdween Henny Jensen van de podia. Haar zuster Ragnhild Jensen ging ook voor enige tijd de muziek in.
Enkele concerten:
- 16 januari 1911: optreden in de Skien muziekvereniging met onder andere liederen van Edvard Grieg
- 19 januari 1911: optreden tijdens symfonieconcert onder leiding van Alfred Andersen-Wingar
- 27 april 1915: liederenavond met Fridtjof Backer-Grøndahl achter de piano met medewerking van onder andere Georg Orth met een herhaling op 30 april
- 23 januari 1916: optreden voor priesters in de Johanneskirke in Oslo; ze zong werken van Joseph Haydn, Agathe Backer-Grøndahl, Oscar Borg, Georg Friedrich Händel en Ludvig Mathias Lindeman
- 17 september 1916: Concert voor arbeiders met Georg Orth en organist Reidar Torberg